# Edicto de Granada

«Nosotros ordenamos además en este edicto que los Judíos y Judías cualquiera edad que residan en nuestros dominios o territorios que partan con sus hijos e hijas, sirvientes y familiares pequeños o grandes de todas las edades al fin de Julio de este año y que no se atrevan a regresar a nuestras tierras y que no tomen un paso adelante a traspasar de la manera que si algún Judío que no acepte este edicto si acaso es encontrado en estos dominios o regresa será culpado a muerte y confiscación de sus bienes».

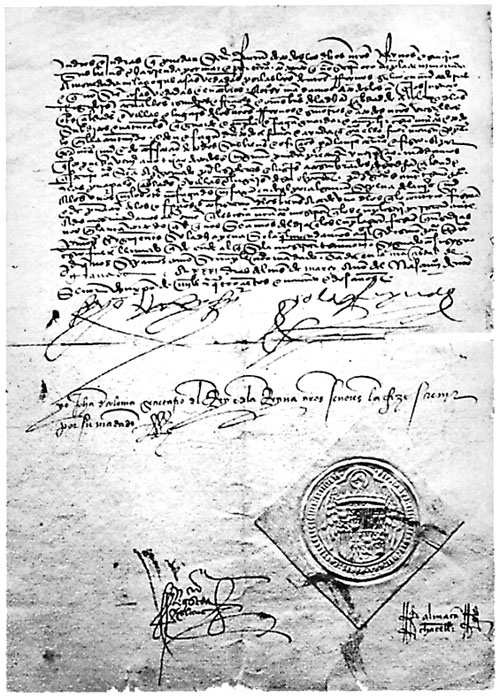
Copia sellada del Edicto de Granada.
«Nosotros ordenamos además en este edicto que los Judíos y Judías cualquiera edad que residan en nuestros dominios o territorios que partan con sus hijos e hijas, sirvientes y familiares pequeños o grandes de todas las edades al fin de Julio de este año y que no se atrevan a regresar a nuestras tierras y que no tomen un paso adelante a traspasar de la manera que si algún Judío que no acepte este edicto si acaso es encontrado en estos dominios o regresa será culpado a muerte y confiscación de sus bienes».

El Edicto de Granada refiere, en realidad, a dos decretos promulgados el 31 de marzo de 1492 en la Alhambra por los reyes Fernando II de Aragón e Isabel I de Castilla, que ordenaban la expulsión de los judíos de las coronas de Castilla y Aragón. La fecha final que se estableció fue el 31 de julio de 1492, aunque, por motivos logísticos, se amplió el plazo hasta el 2 de agosto.
El decreto para la Corona de Castilla iba firmado por los dos reyes; en cambio, el de Aragón solo llevaba la firma del rey Fernando. Existían entre las dos versiones diferencias significativas, aunque ambas partían de un mismo proyecto elaborado por el inquisidor general Tomás de Torquemada.
El decreto referente a la Corona de Aragón estuvo en vigor hasta el 15 de julio de 1707, cuando esa zona pasó a regirse por el decreto castellano, que extendió sus efectos a Aragón a partir de esa fecha y, más tarde, al Reino de Navarra en 1841. Estuvo formalmente en vigor hasta la promulgación de la Constitución española de 1869, que consagró la libertad de culto. El 21 de diciembre de 1969, Francisco Franco lo derogó oficialmente.

## El decreto de expulsión

### La gestación del decreto y las dos versiones finales
Los Reyes Católicos encargaron al inquisidor general Tomás de Torquemada y a sus colaboradores la redacción del decreto de expulsión fijándoles, según el historiador Luis Suárez, tres condiciones previas que quedarían reflejadas en el documento: que justificasen la expulsión imputando a los judíos dos delitos suficientemente graves —la usura y la herética pravedad—; que se diera un plazo suficiente para que los judíos pudieran elegir entre el bautismo o el exilio; y que los que se mantuvieran fieles a la Ley mosaica pudieran disponer de sus bienes muebles e inmuebles, aunque con las salvedades establecidas por las leyes —no podrían sacar ni oro, ni plata, ni caballos...—. Torquemada presentó el proyecto de decreto a los reyes el 20 de marzo de 1492, y los monarcas lo firmaron y publicaron en Granada el 31 de marzo. Según Joseph Pérez, que los reyes encargaran la redacción del decreto a Torquemada "demuestra el protagonismo de la Inquisición en aquel asunto".

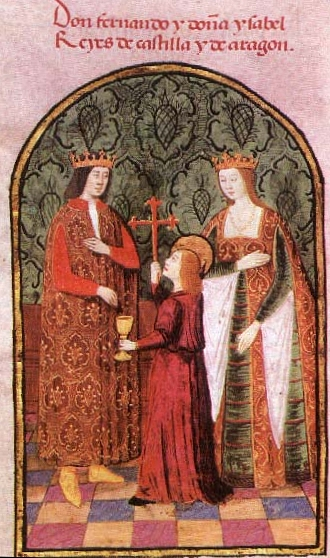
Isabel I de Castilla y Fernando II de Aragón.

Del decreto promulgado en Granada el 31 de marzo, que tomó como base el proyecto de decreto de Torquemada —redactado con voluntad y consentimiento de sus altezas y que está fechado en Santa Fe el 20 de marzo— existen dos versiones. Una firmada por los dos reyes y válida para la Corona de Castilla y otra firmada solo por el rey Fernando y válida para la Corona de Aragón. Entre el proyecto de decreto de Torquemada y las dos versiones finales y entre estas entre sí existen, según Joseph Pérez, "variantes significativas". A diferencia del proyecto de Torquemada y del decreto castellano, en la versión dirigida a la Corona de Aragón se reconoce el protagonismo de la Inquisición —«Persuadiéndonos el venerable padre prior de Santa Cruz [Torquemada], inquisidor general de la dicha herética pravedad...»—; se menciona la usura como uno de los dos delitos de los que se acusa a los judíos —«Hallamos los dichos judíos, por medio de grandísimas e insoportables usuras, devorar y absorber las haciendas y sustancias de los cristianos»—; se reafirma la posición oficial de que solo la Corona puede decidir el destino de los judíos ya que son posesión de los reyes —son nuestros, se dice—; y contiene más expresiones injuriosas contra los judíos: se los acusa de burlarse de las leyes de los cristianos y de considerarlos idólatras; se hace mención de las «abominables circuncisiones y de la perfidia judaica»; se califica el judaísmo de lepra; se recuerda que los judíos «por su propia culpa están sometidos a perpetua servidumbre, a ser siervos y cautivos».
Respecto a lo esencial, las dos versiones tienen la misma estructura y exponen las mismas ideas. En la primera parte se recogen las razones por las que los reyes —o el rey en el caso de la versión aragonesa— deciden expulsar a los judíos, y en la segunda parte se detalla cómo se va a realizar la expulsión.

### Los motivos de la expulsión

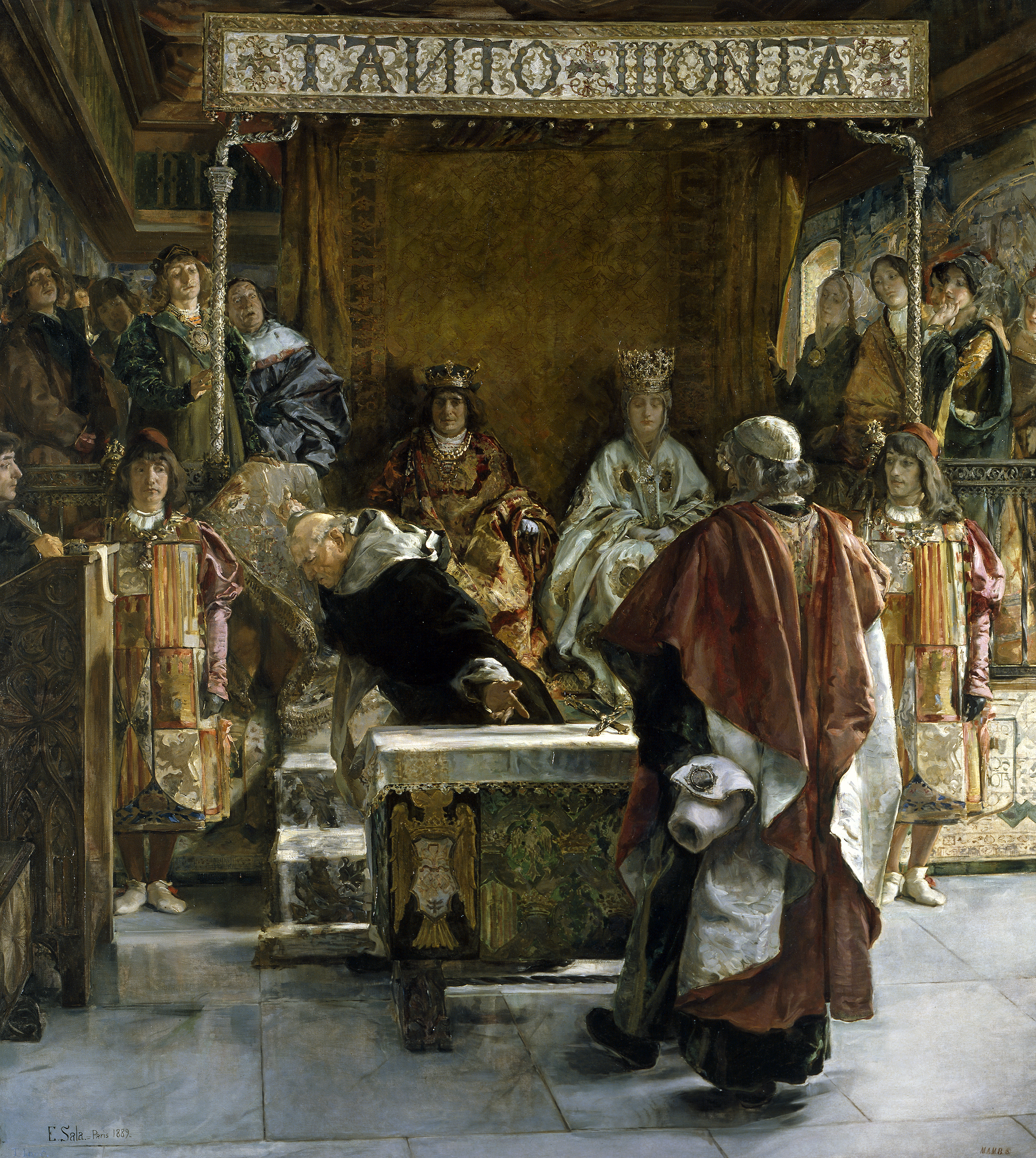
Expulsión de los judíos de España (año 1492), según Emilio Sala Francés (1889).

En la versión castellana se hace referencia exclusivamente a los motivos religiosos —en la versión aragonesa también se alude a la usura— pues se acusa a los judíos de la herética pravedad, es decir, de servir de ejemplo y de incitar a los conversos a volver a las prácticas de su antigua religión. En el comienzo del decreto se dice:

Bien es sabido que en nuestros dominios, existen algunos malos cristianos que han judaizado y han cometido apostasía contra la santa fe Católica, siendo causa la mayoría por las relaciones entre judíos y cristianos.

A continuación se relatan las medidas tomadas hasta entonces por los reyes para poner fin a la comunicación entre la comunidad judía y los conversos, causa fundamental según los reyes y la Inquisición, de que los cristianos nuevos, judaícen. En primer lugar el acuerdo de las Cortes de Toledo de 1480 por el que se obligaba a los judíos a vivir en barrios separados de los cristianos, para evitar que los judíos puedan «subvertir y sustraer de nuestra santa fe católica a los fieles cristianos». En segundo lugar, la decisión de expulsar a los judíos de Andalucía, «creyendo que aquello bastaría para que los de las otras ciudades y villas y lugares de nuestros reinos y señoríos cesasen de hacer y cometer lo susodicho». Pero esta medida falló «porque cada día se halla y parece que los dichos judíos crecen en continuar su malo y dañado propósito donde viven y conversan».
Finalmente se explica el motivo por el que se ha decidido expulsar a toda la comunidad judía, y no sólo a aquellos de sus miembros que supuestamente querían "pervertir" a los cristianos: «porque cuando algún grave y detestable crimen es cometido por algún colegio o universidad [entiéndase: alguna corporación y colectividad], es razón que tal colegio o universidad sean disueltos, y anihilados y los menores por los mayores y los unos por los otros punidos y que aquellos que pervierten el bueno y honesto vivir de las ciudades y villas y por contagio pueden dañar a los otros sean expelidos».

### Las condiciones de la expulsión
En la segunda parte del decreto se detallaban las condiciones de la expulsión:
1. La expulsión de los judíos era definitiva: «acordamos de mandar salir todos los judíos y judías de nuestros reinos y que jamás tornen ni vuelvan a ellos ni a alguno de ellos».
2. No había ninguna excepción, ni por razón de edad, residencia o lugar de nacimiento —se incluyen tanto los nacidos en Castilla y Aragón como los venidos de fuera—.
3. Se daba un plazo de cuatro meses —que después se ampliará diez días más, hasta el 10 de agosto— para que salieran de los dominios de los reyes. Los que no lo hicieran dentro de ese plazo o volvieran después serían castigados con la pena de muerte y la confiscación de sus bienes. Asimismo los que auxiliaran a los judíos o los ocultaran se exponían a perder «todos sus bienes, vasallos y fortalezas y otros heredamientos».
4. En el plazo fijado de cuatro meses los judíos podrían vender sus bienes inmuebles y llevarse el producto de la venta en forma de letras de cambio —no en moneda acuñada o en oro y plata porque su salida estaba prohibida por la ley— o de mercaderías —siempre que no fueran armas o caballos, cuya exportación también estaba prohibida—.

Aunque en el edicto no se hacía referencia a una posible conversión, esta alternativa estaba implícita. Como ha destacado el historiador Luis Suárez los judíos disponían de "cuatro meses para tomar la más terrible decisión de su vida: abandonar su fe para integrarse en él [en el reino, en la comunidad política y civil], o salir del territorio a fin de conservarla".

## Tramitación del edicto
La real provisión de expulsión de los reinos de Castilla fue acordada por el secretario Juan de Coloma, registrada por Juan Ruiz de Calcena en el Diversorum sigilli secreti de la Corona de Aragón y sellada por Miguel Pérez de Almazán. El documento fue enviado a cada una de las ciudades principales, a las ciudades menores y villas y a los señoríos nobiliarios, con órdenes estrictas de no leerlo hasta el 1 de mayo de 1492. El edicto de expulsión de la Corona de Aragón también fue acordado por Juan de Coloma.

## Derogación
Aunque ya hacía tiempo que existía una comunidad judía en España, puesto que la Constitución española de 1869 había proclamado la libertad de culto, la orden de expulsión no se revocó hasta el franquismo (por la Ley de 2 de febrero de 1939); el 16 de diciembre de 1968 el gobierno del general Francisco Franco declaró el Edicto abolido y fue derogado formalmente el 21 de diciembre de 1969.
En 1992, con motivo del Quinto Centenario del Descubrimiento de América por parte del mundo occidental y de la expulsión de los judíos, se organiza Sefarad 92 para sellar definitivamente la reconciliación y el reencuentro con los judíos en España. El acto principal fue la ceremonia que se celebró el 31 de marzo de 1992, quinientos años después del edicto de expulsión, en la sinagoga de Madrid presidido por el rey Juan Carlos I y su esposa, en el que estuvieron presentes el presidente de Israel, Haim Herzog, el presidente de la comisión Sefarad 92, el israelí sefardí Isaac Navon, y representantes de las organizaciones sefardíes internacionales y de las comunidades judías españolas. Dos años antes se había concedido el premio Príncipe de Asturias de la Concordia a las comunidades sefardíes del mundo.
En marzo de 2014 el gobierno español anunció su intención de modificar el Código Civil para conceder oficialmente la nacionalidad española a los descendientes de los judíos expulsados de la península ibérica.